# Centronia brachycera
Espèce
Synonymes
- Calyptraria brachycera Naudin[1]

Statut de conservation UICN

 VU B1+2c : Vulnérable
Centronia brachycera est une espèce de plantes à fleurs de la famille des Melastomataceae endémique de Colombie.

## Publication originale
- Transactions of the Linnean Society of London 28(1): 72. 1871[1872]. (13 Jan 1872)